# Andrés Salcedo
Andrés Salcedo González (Barranquilla, 2 de octubre de 1937-Puerto Colombia, 7 de enero de 2022).fue un locutor, reportero, escritor, compositor, presentador y narrador deportivo colombiano.

## Carrera

### Inicios
Nació en Barranquilla, Atlántico en 1937. Inició su carrera como locutor radial en el municipio de Santa Cruz de Mompox y en su juventud logró convertirse en director de la popular emisora Radio Guatapurí de la ciudad de Valledupar, luego de una experiencia en la radio de Medellín. Tras viajar a Nueva York, donde aplicó para vincularse a la emisora  de radio WADO, decidió viajar a España comenzando la década de 1970 con el propósito de expandir su carrera.

### Experiencia en Europa
Tras su llegada a España, tuvo que realizar algunos trabajos menores como traductor, escritor y crítico de cine. Al poco tiempo empezó a ganar reconocimiento en el país ibérico, llegando incluso a obtener el Premio Nacional de Crónica en 1966 por su obra El día en que nadie murió en la carretera. Ya radicado en España, se vinculó profesionalmente con Radio Madrid como locutor y aportó su voz en variedad de radionovelas.
En mayo de 1967 se trasladó a Alemania para cubrir las vacaciones de un locutor y terminó quedándose durante 22 años en el país teutón, trabajando con las compañías Deutsche Welle y TransTel. Aunque inicialmente la adaptación a la cultura alemana fue complicada, con el paso del tiempo se afianzó en el medio y se desempeñó como traductor y locutor, logrando reconocimiento en Latinoamérica con sus narraciones de la Bundesliga y otros torneos deportivos, especialmente por los particulares apodos que inventaba para los jugadores. También se convirtió en una de las voces en español del programa de entretenimiento Telematch.

### Regreso y últimos años
Al finalizar su carrera en territorio europeo, Salcedo decidió regresar a su país natal a comienzos de la década de 1990 y radicarse en Bogotá, donde presentó un noticiero de televisión y un programa deportivo y aportó su voz en comerciales, vídeos y documentales también relatando más precisamente en el año 1996 la franja de la programadora RTI Televisión "Fútbol RTI". Tiempo después regresó a Barranquilla para convertirse en la voz oficial de Telecaribe. Su última morada fue el municipio de Puerto Colombia, Atlántico.

### Fallecimiento
Falleció el 7 de enero de 2022 en Puerto Colombia a los 84 años de edad.